# 南平台町
南平台町（日语：／ Nanbeidaichō */?）是東京都澀谷區的一個町。2013年9月30日的人口有1,905人。郵政編碼150-0036。

## 地理
位於東京都澀谷區西南部、澀谷站西南丘陵地帶。北部是玉川通（国道246号）、與神泉町相接。東部同櫻丘町、南部同鉢山町及鶯谷町相接。西部與舊山手通及目黑區青葉台相接。

## 歷史
過去此地曾有岸信介與三木武夫的宅邸。前者在60年安保鬥爭遭到抗議群眾包圍。後者現為三木武夫紀念館。

## 交通
町內沒有鐵路車站，澀谷站、代官山站、神泉站皆在徒步圈內。

## 設施
- 東急電鐵本社
- 馬來西亞大使館
- 阿拉伯聯合酋長國大使館
- 三木武夫記念館（原三木武夫私邸）